# Peter Kinzing

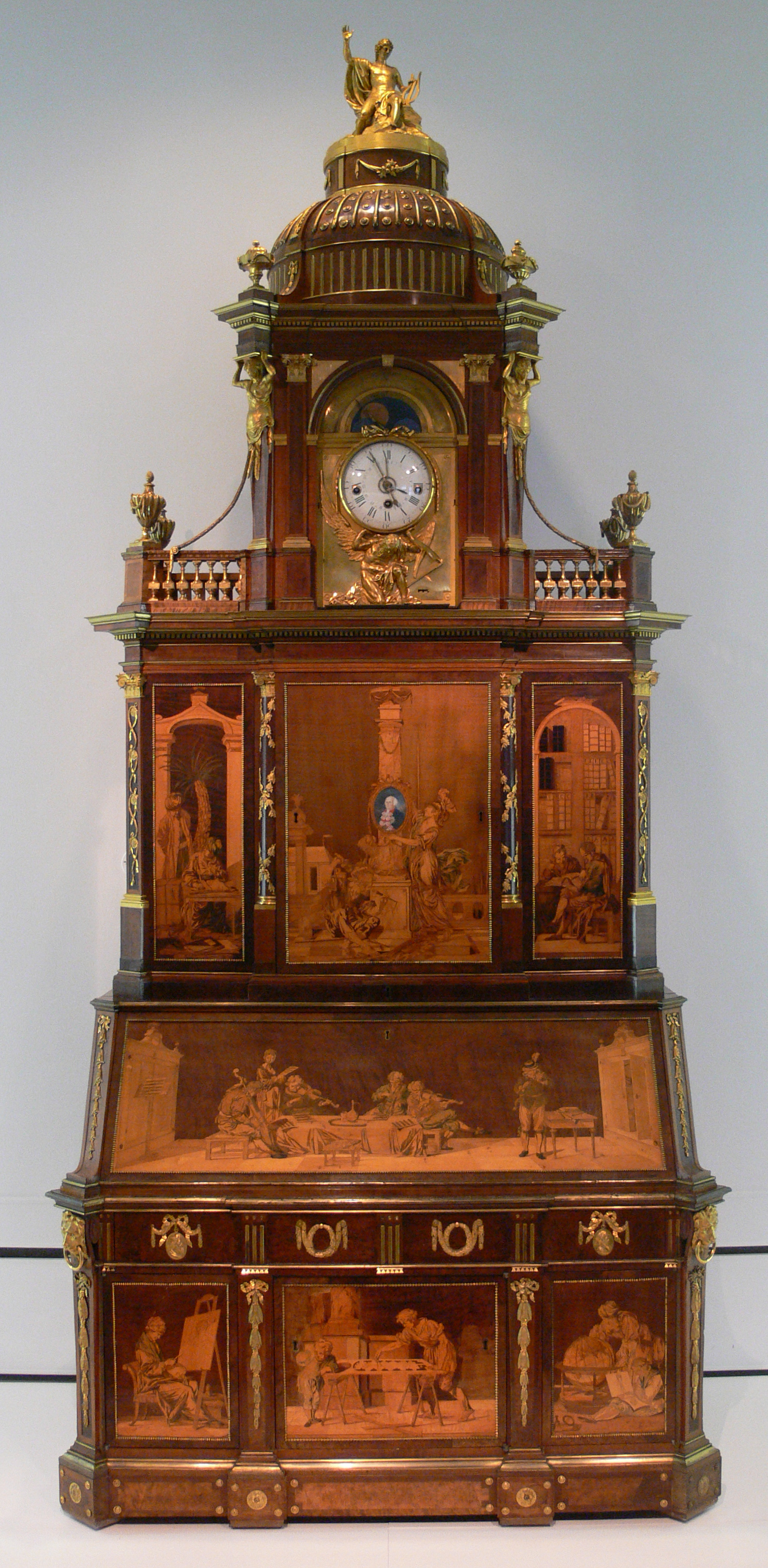
Schreibschrank aus der Werkstatt David Roentgen mit der Uhr von Peter Kinzing, Neuwied 1779, Kunstgewerbemuseum Berlin

Peter Kinzing (* 21. Dezember 1745 in Neuwied; † Januar 1816 in Mannheim)  war ein deutscher Uhrmacher und Mechaniker.

## Leben und Wirken
Peter Kinzing entstammte der Uhrmacherfamilie Kinzing (Kintzing), die der Religionsgemeinschaft der Mennoniten in Neuwied angehörten. Er war herzoglich-nassauischer Hofuhrmacher und königlich französischer Hofuhrmacher und Mechanicus.
Berühmtheit in Europa erlangte die Familie Kin(t)zing im 18. Jahrhundert durch die Zusammenarbeit mit der Kunstschreinerfamilie um Abraham und David Roentgen. Bedeutende Mitglieder dieser Familie waren Christian Kintzing (1707–1804) und sein Sohn Peter Kinzing (1745–1816). Ab 1770 gab es intensive Zusammenarbeit der Uhrmacherwerkstatt Kinzing und der Schreinerwerkstatt Roentgen.
Zusammen mit David Roentgen reiste er mehrfach nach Paris, wo er durch Marie-Antoinette zum „horloger de la reine“ (Uhrmacher der Königin) ernannt wurde. Unter anderem fertigten Kinzing und Roentgen für Marie-Antoinette den mechanischen Musikautomaten La Joueuse de tympanon, der als Gipfel der damaligen Technik galt.
Nach 1785 kam es zum Bau einer Serie von Musikuhren mit Orgel und Zymbal (Cymbal lat.).
Uhren von Kinzing befinden sich heute in den Sammlungen bedeutender Museen weltweit.